# Element neutre
L'element neutre, d'una operació, en un conjunt C, és un element {\displaystyle e\in C} que operat amb qualsevol altre element a de C, no l'altera, és a dir:
{\displaystyle a*e=e*a=a}
L'element neutre de la suma en el conjunt dels nombres reals és el 0. En el mateix conjunt, quan l'operació és la multiplicació, l'element neutre és l'1.

## Definicions

### Operació interna
Donat un conjunt C amb una operació interna {\displaystyle *:C\times C\rightarrow C}, diem que un element {\displaystyle e\in C} és:
- Un element neutre per l'esquerra si {\displaystyle \forall x:C\bullet e*x=x};
- Un element neutre per la dreta si {\displaystyle \forall x:C\bullet x*e=x};
- Un element neutre bilateral, o simplement un element neutre, {\displaystyle \forall x:C\bullet x*e=e*x=x}.

Si existeix un element neutre per l'esquerra (per la dreta) direm que l'operació {\displaystyle *} és unitària per l'esquerra (per la dreta), i si l'element neutre és bilateral direm simplement que és unitària.
Propietats:
1. En un conjunt poden haver-hi més d'un element neutre per l'esquerra, a condició que no hi hagi cap element neutre per la dreta, i a l'inrevés. Si hi ha elements neutres per l'esquerra i per la dreta aleshores tots els neutres són iguals entre si, i l'element neutre és únic i bilateral.
2. Tot element neutre (per l'esquerra, per la dreta, o bilateral) és idempotent.
3. Els elements neutres bilaterals són centrals (commuten amb tots els elements del conjunt).

### Operació externa
Donats dos conjunts C i S, i una operació binària externa per l'esquerra {\displaystyle *:S\times C\rightarrow C}, direm que {\displaystyle \epsilon \in S} és un element neutre per l'esquerra si {\displaystyle \forall x:C\bullet \epsilon *x=x}. Si existeix tal element direm que l'operació és exounitària per l'esquerra, o simplement unitària. Intercanviant la posició dels operands podem definir l'element neutre per la dreta en una operació externa per la dreta.

## Exemples
| Conjunt                           | Operació                | Element neutre   |
| --------------------------------- | ----------------------- | ---------------- |
| nombres reals                     | suma                    | 0                |
| nombres reals                     | multiplicació           | 1                |
| funcions d'un conjunt a si mateix | composició de funcions  | funció identitat |
| matrius mxn                       | suma de matrius         | matriu de zeros  |
| matrius nxn                       | producte de matrius     | matriu identitat |
| vectors                           | suma de vectors         | vector nul       |
| cadenes de caràcters              | concatenació de cadenes | cadena buida     |